# گوتنبرگ آندر رابکلام
گوتنبرگ آندر رابکلام (به آلمانی: Gutenberg an der Raabklamm) یک منطقهٔ مسکونی در اتریش است که در وایتس واقع شده‌است. گوتنبرگ آندر رابکلام ۱۴٫۵۱ کیلومتر مربع مساحت دارد ۵۶۹ متر بالاتر از سطح دریا واقع شده‌است.